# 2011년 원저우 철도 추돌 탈선 사고
2011년 이오타이윈 철도 추돌 사고(중국어: 2011年甬台温铁路列车追尾事故, 중화인민공화국 철도부의 최초 명칭은 항심선 고속열차 꼬리 추돌 사고, 후방에서는 "7·23" 이오윈선 특별중대철도 교통사고)가 발생하였으며, 베이징 시간으로 2011년 7월 23일 오후 8시 30분 05초에 이용온선 저장성 원저우시 우장 특대교에서 베이징 남역에서 푸저우역으로 향하는 D301호 열차가 추돌하였다. 이 사고로 40명이 숨지고 172명이 다쳤으며 32시간 35분 동안 운행이 중단되고 1억 9371만 6500여 위안의 경제적 손실이 발생했다고 공식 발표했다. 국무부 사고조사 전문가 패널은 철도부가 밝힌 신호기술 결함으로 사고가 발생했다는 주장을 부인하면서 조직과 관리 부실이 사고 발생의 주 원인이라고 지적하고 류즈쥔, 장수광에 대해 주된 책임을 지고 철도부, 통신신호그룹을 포함한 54개 관련 관리들에 대한 징계를 권고했다. 이 사고는 중국 철도의 큰 인명사고로, 전 세계 고속열차가 1998년 6월 3일 에세데 사고, 2005년 4월 25일 JR 후쿠치야마 선의 탈선 사고에 이어 세 번째로 발생한 대형 인명사고다. 이번 사고 희생자 보상 기준은 91만5000위안으로 사망보상금과 장례비 및 위자료, 일회성 구조금이 포함돼 있다.

## 논란
사고 직후 언론에서는 다음과 같은 사항을 지잭했다.
- 수색작전이 일찍 끝난 것
- 차량 통행이 급하게 이뤄진 것
- 추락 직후 차량 앞부분이 왜 매몰된 것
- 정부의 언론 및 사법시스템 통제
- 배상협약을 빨리 체결할수록 보상금 지급이 많아지는 것

## 같이 보기
- 슈체코치니 열차 충돌 사고
- 그리스 열차 충돌 사고

## 참고 자료
1. ↑  ““7.23”甬温线特别重大铁路交通事故调查报告”. 2012년 1월 11일에 원본 문서에서 보존된 문서. 2011년 12월 28일에 확인함.
2. ↑  中国铁道部 (2011년 7월 24일). “铁道部认真贯彻落实中央领导同志重要指示全力做好事故救援工作”. 中华人民共和国铁道部. 2012년 7월 22일에 원본 문서에서 보존된 문서. 2011년 7월 24일에 확인함.
3. ↑  “胡锦涛温家宝作重要指示 全力做好“7·23”铁路交通事故处置工作” (중국어 간체). 新华网. 2011년 9월 27일에 원본 문서에서 보존된 문서. 2011년 7월 28일에 확인함.
4. ↑  장세영, 박조원 (2011년 7월 25일). “세계 최고·최장 자부심 중국 고속철 … “체면공정 탈선””. 중앙일보.[깨진 링크(과거 내용 찾기)]
5. ↑  国务院“7·23”甬温线特别重大铁路交通事故调查组 (2011년 12월 25일). ““7·23”甬温线特别重大铁路交通事故调查报告”. 中国国家安全生产监督管理总局. 2012년 1월 11일에 원본 문서에서 보존된 문서.
6. 1 2    (2011년 7월 25일). “First fatal crash on Chinese high speed line” (영어). Railway Gazette. 2011년 8월 11일에 원본 문서에서 보존된 문서. 2011년 8월 7일에 확인함.